# Wilfred Pickles
Wilfred Pickles (13 de octubre de 1904 – 26 de marzo de 1978) fue un actor y presentador radiofónico de nacionalidad británica.

## Primeros años
Nacido en Halifax (Yorkshire del Oeste), Inglaterra, Pickles fue seleccionado para trabajar como locutor de la BBC en su BBC Regional Programme, siendo también durante la Segunda Guerra Mundial un ocasional lector de noticias del BBC Home Service. Fue el primer lector de noticias en hablar con un acento regional más que con pronunciación recibida, "un intento deliberado de dificultar a los Nazis imitar a los locutores de la BBC", además de llamar la atención con su muletilla de despedida "... and to all in the North, good neet". Su primera actuación profesional fue como extra en la producción que Henry Baynton hizo de la obra teatral Julio César en el Teatro Royal de Halifax en la década de 1920.
Pickles pronto se convirtió en una celebridad radiofónica, haciendo además una carrera interpretativa en el ambiente teatral del West End londinense, en la televisión y en el cine.

## Have A Go
Su trabajo más significativo fue el de presentador del show de BBC Radio Have A Go, emitido desde 1946 a 1967, y en el que utilizaba latiguillos como "How do, how are yer?", "Are yer courting?", "What's on the table, Mabel?" y "Give him the money, Barney". En el programa actuó junto a su esposa, Mabel Myerscough (1906 - 1989), con la cual se había casado en 1930.

## Televisión y radio
Para la televisión, entre otras muchas actuaciones, intervino en Dr. Finlay's Casebook y en For the Love of Ada, en compañía de Irene Handl.
También participó en la obra Come Laughing Home, de Keith Waterhouse y Willis Hall, emitida en BBC Radio 4 en 1970. Además, en 1971 fue el personaje sobre el que giró uno de los programas de This Is Your Life.

## Vida personal
Pickles fue recompensado siendo nombrado OBE por sus servicios a la radiodifusión en 1950.
En su faceta personal, fue tío del juez James Pickles y de la actriz Christina Pickles, además de tío abuelo de la también actriz Carolyn Pickles.
En 1955 llevó a cabo la apertura de la Wilfred Pickles' School for Spastics en Tixover Grange, Rutland.
Wilfred Pickles falleció en Brighton, Inglaterra, en 1978. Fue enterrado en el Cementerio Southern de Chorlton-cum-Hardy, Inglaterra.

## Selección de su filmografía
- Billy Liar (1963), dirigida por John Schlesinger
- The Family Way (1966), dirigida por Roy Boulting
- For the Love of Ada (1972)